# Anchor Point
Anchor Point è un census-designated place, nel Borough della Penisola di Kenai, nello Stato americano dell'Alaska. Secondo una stima del 2000 la popolazione era di 1 845 abitanti. Anchor Point è il punto più occidentale del sistema autostradale del Nord America.

## Storia
Il nome di Anchor Point deriva da una leggenda, si racconta che quando James Cook scoprì la zona perse un'ancora. I coloni arrivarono a partire dagli inizi del 1900.

## Formazione
La Anchor Point Public Library ha un dipendente e la sua collezione comprende circa 12.269 articoli. Vi è anche un pre-asilo insieme alla scuola elementare che si trova al largo della strada principale, denominata Chapman School.

## Economia
Una gran parte dell'economia di Anchor Point si basa sul fiume Anchor. I turisti, in estate, vengono a pescare i salmoni sul fiume. Questo è anche una fonte di carbone. Lungo la costa, ci sono buoni punti per gli scavi, che attirano i turisti.